# Miguel Faus
Miguel Faus (Barcelona, 1992) és un director de cinema, guionista i productor espanyol. El seu primer curtmetratge, The Death of Don Quixote, va rebre el Méliès de Plata al millor curtmetratge Europeu al LI Festival Internacional de Cinema Fantàstic de Catalunya. El 2024 presenta el seu primer llargmetratge, Calladita, que adapta el seu curtmetratge homònim i que destaca per ser la primera pel·lícula Europea finançada amb NFTs (non-fungible tokens).

## Trajectòria
Mentre estudiava empresarials a Barcelona, Faus va començar una breu trajectòria de crític cinematogràfic en les revistes Jot Down i Mirades de Cinema, entrevistant diversos grans cineastes amb Paweł Pawlikowski, Olivier Assayas, Pedro Costa o Albert Serra i Juanola.
En 2017 es va anar a estudiar cinema a la London Film School, on va realitzar els curtmetratges The Death of Don Quixote i Calladita, aquest últim el seu projecte de graduació del màster. El curtmetratge Calladita (2020) es va estrenar al Festival de Màlaga i al Palm Springs Shortfest, i posteriorment va ser adquirit per HBO Max als EUA .
En 2021, Faus va ser seleccionat per la revista Variety entre els "10 cineastes espanyols a seguir".
En 2022 va llançar una pionera campanya de micro-mecenatge amb l'objectiu de finançar el seu primer llargmetratge, Calladita, mitjançant una col·lecció de NFTs en la blockchain d’Ethereum. Els NFTs de Calladita eren fotogrames del curtmetratge original, i es van vendre més de 1.200 a al voltant de 600 col·leccionistes d’arreu el món, recaptant finalment més de 750.000 € i convertint a Calladita en la primera pel·lícula europea a finançar-se d'aquesta manera innovadora.
L'èxit d'aquesta disruptiva forma de finançament ha portat a Faus a ser convidat a donar conferències en esdeveniments de cinema i de web 3.0 per tot el món, des del Marché du Film del Festival de Cannes fins a Nova York i Los Angeles.
En 2023, durant la seva fase de postproducció, Calladita va rebre un premi de postproducció en el Festival de Sundance, atorgat pel cineasta americà Steven Soderbergh, que es va convertir en assessor de la pel·lícula i ostenta un crèdit de "Presented By".
Calladita es va estrenar mundialment al Festival de Cinema Nits Negres de Tallinn en 2023, i després en el Festival de Màlaga en 2024. Tindrà la seva estrena en cinemes espanyols en 2024,mentre continua recorrent festivals per tot el món. Les primeres crítiques de Calladita han estat molt positives, com per exemple la de Wendy Ide en Screendaily: "aquesta reeixida òpera prima combina un to distintiu i un impactant sentit visual amb una actuació fora de sèrie de Paula Grimaldo".

## Filmografia
- 2018 - The Death of Don Quixote (curtmetratge, 13')
- 2020 - Calladita (curtmetratge, 15)
- 2023 - Calladita (llargmetratge, 92')

## Premis i distincions
- 2018 - Millor curtmetratge Europeu (Méliès d'Argent) sl Festival de Sitges.
- 2020 - WarnerMedia Iber-american award Runner-Up al Festival de Cinema de Miami
- 2023 - 1st Andrews / Bernard Award by Steven Soderbergh & Decentralized Pictures